# Erdei kobra
Az erdei kobra (Naja melanoleuca) Közép- és Nyugat-Afrika erdeiben és szavannáin honos, a mérgessiklófélék családjához tartozó, akár halálos marású kígyófaj.

## Megjelenése

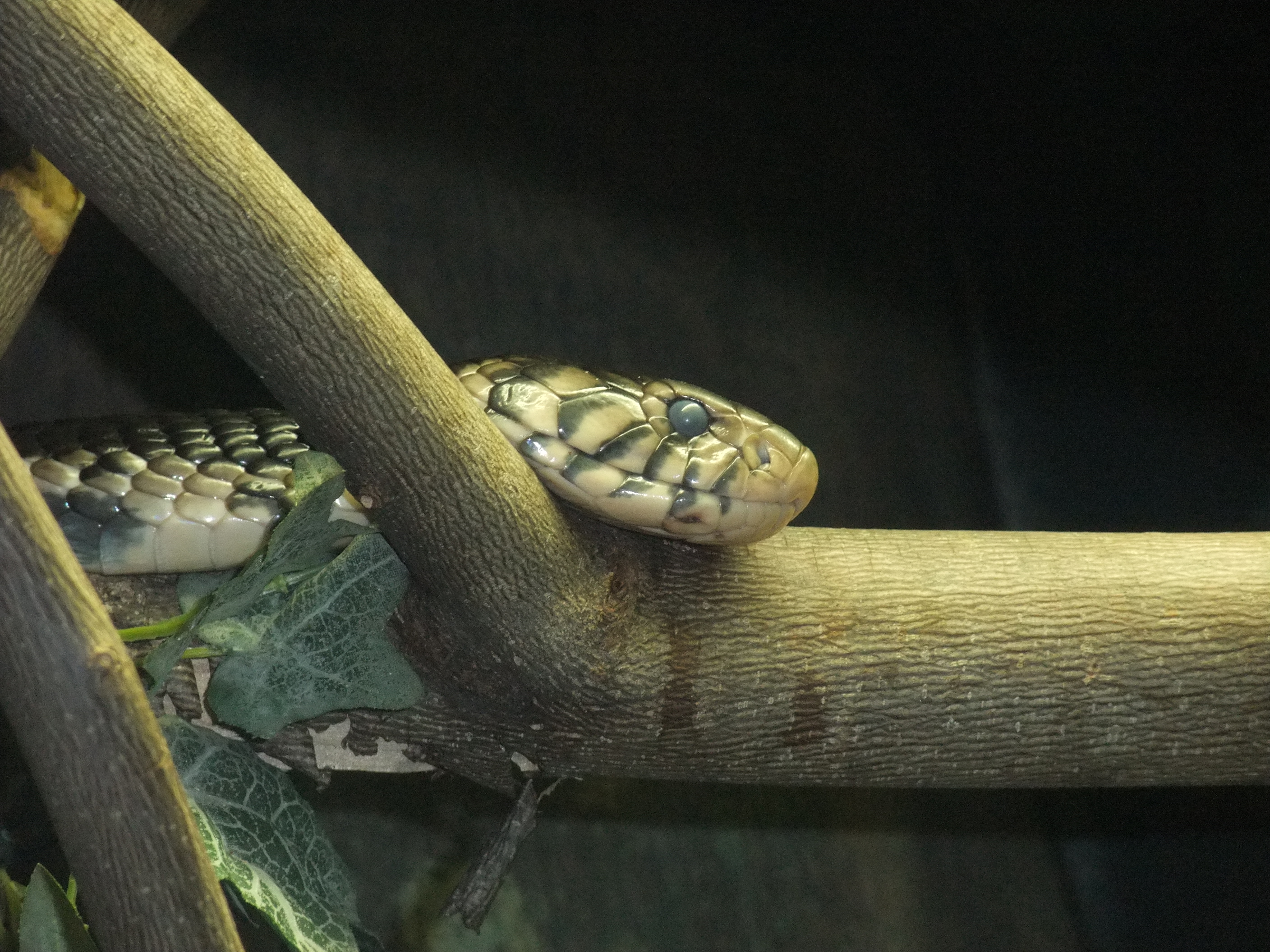
Az erdei kobra feje...

Az erdei kobra a Naja nem legnagyobb termetű képviselője, általában 1,4-2,2 méteresek, de kivételes esetben akár 3,1 méter hosszúra is megnőhetnek. A hímek és nőstények méretében, színezetében nincs eltérés. Feje nagy, széles és lapított, nyakától kevéssé elkülönülő. Orra lekerekített. Törzse közepesen erőteljes, kissé lapított; farka hengeres, karcsú és nem túl hosszú. A többi kobrafajhoz hasonlóan, fenyegető pozitúrában felső bordái kifeszítésével szét tudja tárni hosszú, ék alakú csuklyáját. Szemei viszonylag nagyok, pupillája kerek.
Három színváltozata ismert. Az elsősorban erdőben élő, Sierra Leonétól Nyugat-Kenyáig, délen pedig egészen Angoláig elterjedt változat fényes fekete színű, álla, torka, és hasa elülső része krémszínű vagy fehéres, széles fekete keresztsávokkal és kisebb foltokkal. Feje oldalsó része és ajkai fekete-fehéren csíkozottak. A nyugat-afrikai szavannán élő kobrák fekete-sárgán csíkozottak, farkuk fekete, fejük felül barnássárga, ajkuk, álluk és torkuk sárga. A harmadik színváltozat Kelet-Afrika partvidékén, Dél-Afrikában, Zambiában és Kongó déli részén honos; ennek háta barnás vagy barnásfekete, oldala halványabb, hasa sárga vagy krémszínű és sűrűn pettyegetett sötét foltokkal. Nyugat-Afrikában melanisztikus -teljesen fekete - példányokat is találtak.

## Elterjedése

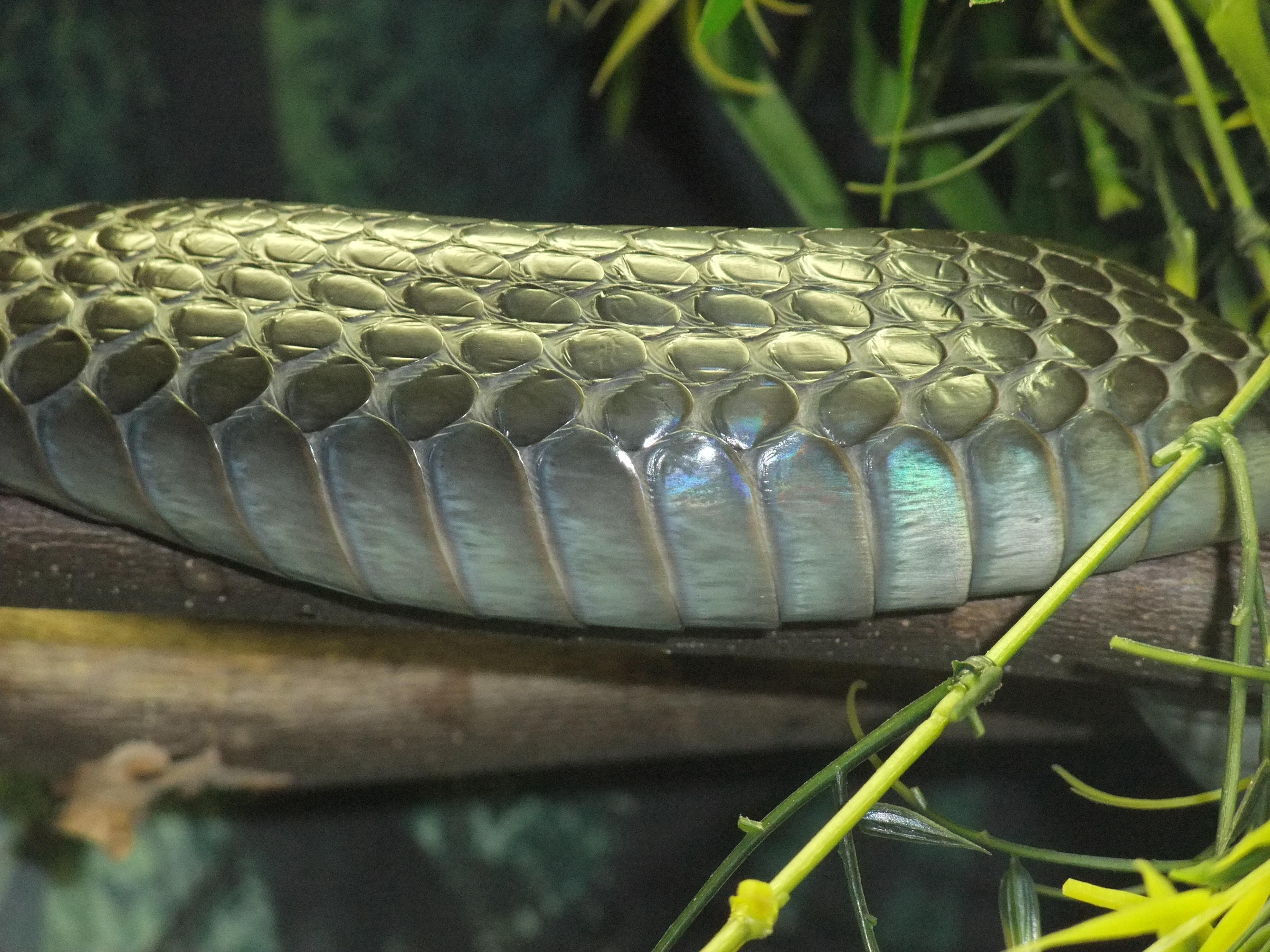
... és pikkelyei

Elsősorban Nyugat- és Közép-Afrikában honos, valamint kisebb mértékben Kelet-Afrikában és Dél-Afrika egyes vidékein.
Elsősorban a trópusi és szubtrópusi őserdők lakója, az egyetlen olyan afrikai kobrafaj, amelyik a sűrű erdőkben is előfordul. Jól alkalmazkodott az erdei környezethez, de emellett vízben gazdag füves síkságokon, szavannákon, mangroveerdőkben, sőt sziklás vidékeken is boldogul. Csíkos színváltozata Nyugat-Afrika szavannáin található meg, bár ott is inkább a vízközeli ligeterdőket keresi. Kenya nyugati részén inkább füves síkságokat, míg délen, Zimbabwében a tengerparti vagy hegyvidéki erdőket, bozótosokat keresi. Gyakran megtalálható a településeket környező erdőkben, ahol sokszor azután is megmarad, hogy a fákat kivágták. A gyümölcsfaültetvényeken is előfordul, ahol főleg a fákon tartózkodik.

## Életmódja
Az erdei kobra nappal aktív. Gyors mozgású faj, jól mászik fára (akár 10 méter magasra is) és a Naja nemből talán ő kedveli leginkább a vizet. Jól úszik, egyes területeken étrendje nagyobbik részét halak teszik ki, ott félig-meddig akár víziállatnak is tekinthető. A településeken inkább este és éjjel mozog. Pihenőhelyül földalatti járatokat, odvas fatörzseket, sziklarepedéseket, elhagyott termeszvárakat választ. Folyópartokon a partmenti fák gyökerei közé, a falvakban, külvárosokban szemétkupacokba vagy romos épületekbe bújik. Ha fenyegetve érzi magát akkor jelentős magasságra felemeli teste első részét és kifeszíti hosszú, keskeny csuklyáját. Ha háborgatója nem távozik, akkor rátámad és akár nagyobb távolságból is megmarja. Fogságban is agresszívan viselkedik ezért egyes vélemények szerint egyike Afrika legveszélyesebb mérgeskígyóinak. Mérge nagyobb távolságra való köpésére (egyes afrikai kobrafajoktól eltérően) nem képes.
Étrendje változatos, kétéltűekre, halakra, kisebb kígyókra, varánuszokra, gyíkokra és kisemlősökre vadászik és kifosztja a madarak fészkeit is.

### Szaporodása

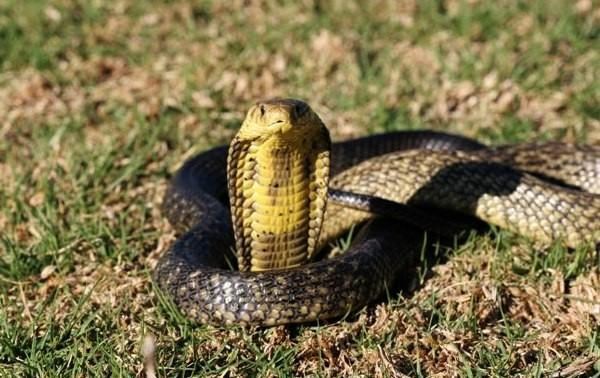
Fiatal erdei kobra

Tojásokkal szaporodik. Párzás előtt a hím és a nőstény akár egy óráig tartó "násztáncot" jár, amely során a fejüket 30 cm-re felemelik és előre-hátra mozgatják. A nőstények nyáron 11-26, 3x6 cm-es sima felületű, fehér tojást raknak egymás mellé. A kobrafészek általában egy fa odvában, termeszvárban, földalatti járatban található. A nőstények őrzik fészküket és ilyenkor különösen agresszívak és külön provokáció nélkül is támadhatnak. A tojások a hőmérséklettől függően 55-70 nap múlva kelnek ki (bár fogságban mértek már 80 napot is)). A frissen kikelt kobrák 22–25 cm-esek és azonnal képesek gondoskodni magukról.
Az erdei kobrák hosszú ideig élnek. Egyik példánya 28 évig élt fogságban, amivel a mérgeskígyók között rekordernek számít, sőt a melbourne-i állatkert kobrája 2014-ben lett 35 éves.

## Mérge
A kobra mérge elsősorban posztszinaptikus neurotoxinokat tartalmaz és az idegingerület terjedését gátolja. Bőr alá fecskendezve az egerek fele már 0,324 mg/testsúlykg méregtől elpusztul. Egy marással átlagosan 571 mg, maximálisan akár 1102 mg mérget juttatnak áldozatukba. Nagy mennyiségű mérge és időnként agresszív természete miatt igen veszélyes kígyó. Ember esetében is akár 30-120 perccel a marás után beállhat a halál. A kígyómarás tünetei az izmok (pl. szemhéj) ernyedése, álmosság, végtagbénulás, hallásvesztés, beszédképtelenség, szédülés, izomrángások, alacsony vérnyomás, hasi fájdalom, sápadtság. A halál oka a légzőizmok bénulása. Időben beadott ellenszérummal a páciens jól kezelhető és szinte mindig felépül.
Veszélyessége ellenére az erdei kobra a többi afrikai kobrafajhoz képest csak nagyon ritkán marja meg az embert, főleg rejtett, erdei életmódja miatt.

## Fordítás
- Ez a szócikk részben vagy egészben  a   Forest cobra című angol Wikipédia-szócikk ezen változatának fordításán alapul.  Az eredeti cikk szerkesztőit annak laptörténete sorolja fel. Ez a jelzés csupán a megfogalmazás eredetét és a szerzői jogokat jelzi, nem szolgál a cikkben szereplő információk forrásmegjelöléseként.